# Uni-Center (Bochum)

Einkaufszentrum und Wohnanlagen

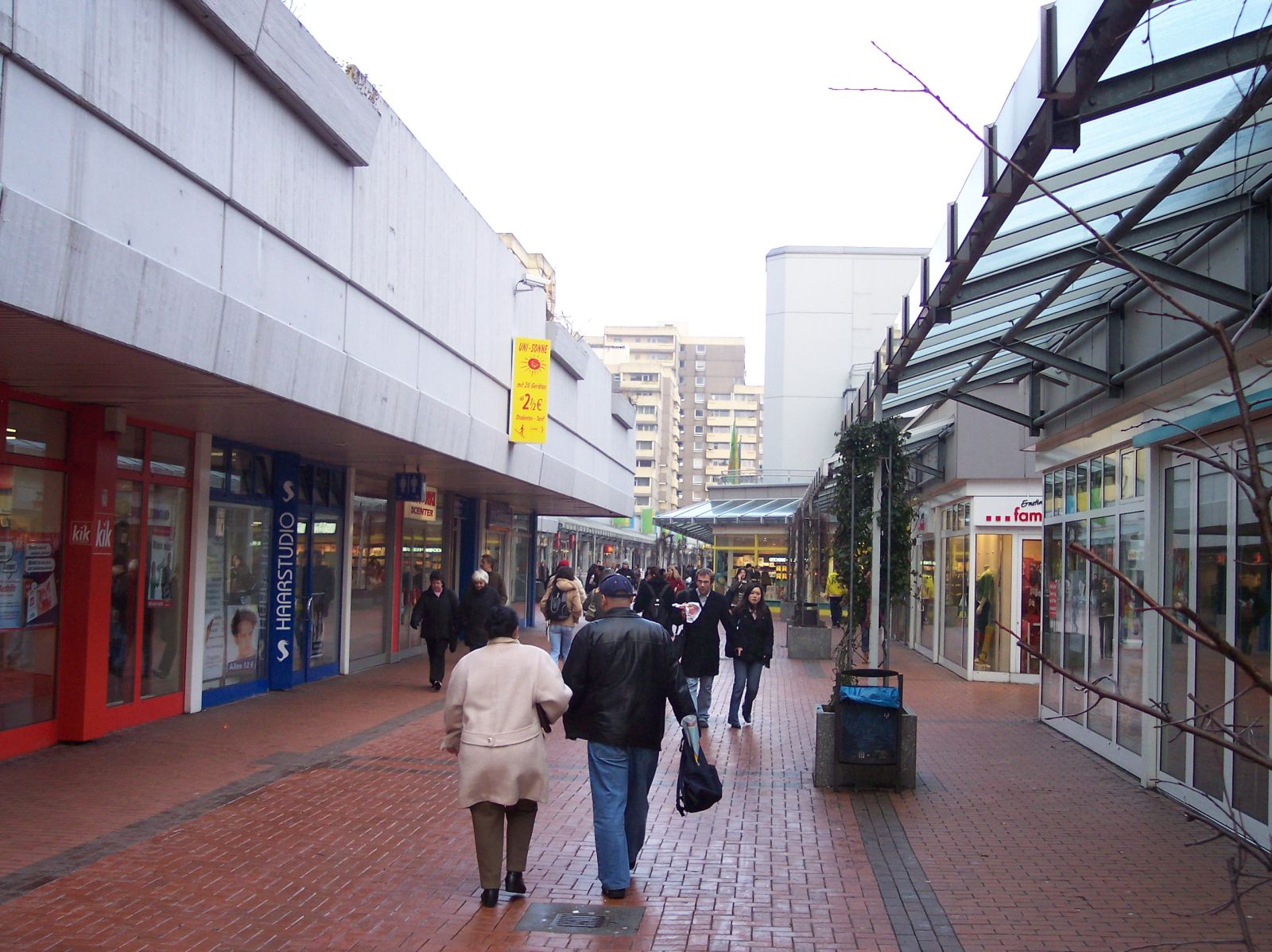
Einkaufspassage des Uni-Center Bochum

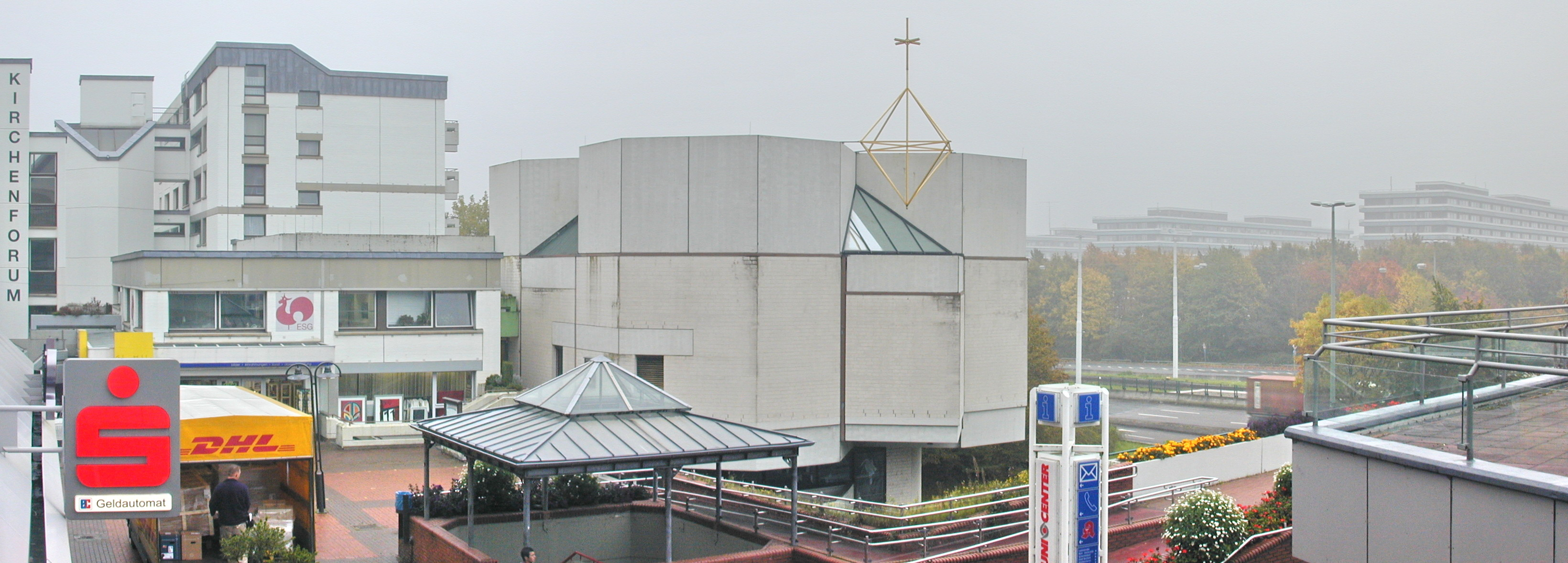
Kirchenforum

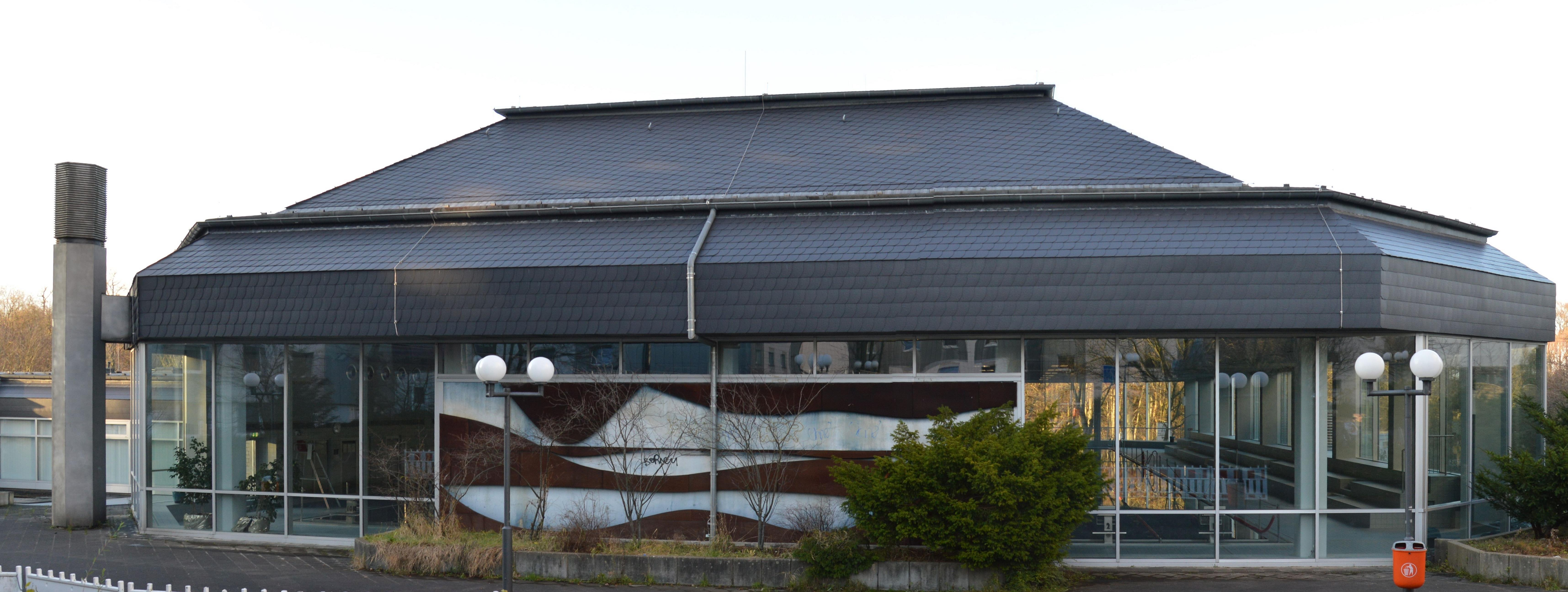
Hallenbad im Unicenter

Das Uni-Center ist ein Einkaufszentrum in Stadtteil Querenburg von Bochum. Es entstand fast zeitgleich mit der benachbarten Ruhr-Universität Bochum und der Hustadt als deren urbaner Kern. Die Fertigstellung erfolgte 1973. Zum Unicenter zählen das Kirchenforum, heute Universätsforum. mehr als 26.000 m² Gewerbefläche, ein Hallenbad und eine Kirche.

## Anlage
Zeittypisch wurde die Großwohnsiedlung, die auf keinen alten Siedlungskern zurückgeht, als reine Fußgängerzone auf mehreren Ebenen angelegt. Die Mobilität wird über einen Bus- und einen Stadtbahnhof sichergestellt. Ein Parkhaus dient mit 600 Stellplätzen vor allem den Bürgern des Umlandes, die das Einkaufs- und Dienstleistungszentrum des Quartiers nutzen.
Das Zentrum des Uni-Center wurde von der Neuen Heimat und einem mit ihr verbundenen Unternehmen errichtet. Der Bau galt während der Erstellung als Europas größte Baustelle. Er wurde Mitte der 1990er umfassend umgestaltet und renoviert. Große Teile des Centers werden als dringend sanierungsbedürftig eingestuft. Viele Ladengeschäfte stehen mit Stand 2022 leer.

## Eigentümer und Nutzung
Die Wohnungen gingen 1986 nach dem Konkurs des Wohnungsunternehmens Neue Heimat zur VBW Bauen und Wohnen über. Das Einkaufszentrum wurde bis September 2006 von ECE Projektmanagement verwaltet.
Aktueller Haupteigentümer ist die Immobilienfirma Grand City Property (GCP), die das Uni-Center zum 1. Januar 2016 von der Dakota Investment SA mit Sitz in Luxemburg übernahm. Verwaltet wird der Besitz von der irischen Comer Immobilienmanagement GmbH & Co. KG.
Das westlich angrenzende Studentenwohnheim mit 563 Plätzen in insgesamt drei Häusern und eigenem Parkhaus ging 1976 nach der Auflösung der Hochschulbau- und Finanzierungsgesellschaft an das Studentenwerk Akafö.
Das von der katholischen und evangelischen Kirche gemeinsam gebaute Kirchenforum wurde 2011 an die Universitätsforum Bochum GbR verkauft. Heute betreibt die Ruhr-Universität als Mieter darin das Uniforum mit Lehrräumen und einem internationalen Gästehaus mit 55 Plätzen für ausländische Gastwissenschaftler, Doktoranden und Stipendiaten. Das Bistum Essen bietet auf einer Etage weiter 9 Studentenwohnungen an. Die katholische Augustinuskirche im unteren Teil des Forums blieb als Bistumskirche erhalten und wird von der katholischen Hochschulseelsorge "CampusSegen" genutzt und betrieben. Die Evangelische Hochschulgemeinde (ESG) ist ebenfalls einigen Räumen vertreten.
Am 22. Dezember 1976 wurde das städtische Hallenbad eröffnet. Es dient neben dem Breiten- und Vereinssport auch der Ruhr-Universität zu Ausbildungszwecken.